# Fijne zeecypres
De fijne zeecypres (Amphisbetia operculata) is een hydroïdpoliep uit de familie Sertulariidae. De poliep komt uit het geslacht Amphisbetia. Amphisbetia operculata werd in 1758 voor het eerst wetenschappelijk beschreven door Carl Linnaeus.

## Beschrijving
Deze hydroidpoliep bestaat uit fijne, dun vertakte stengels die gepaarde hydrothecae dragen. De hydrothecae (omhulsel dat de poliepen omsluit) zijn driehoekig van vorm, met een haarachtige buitenste knobbel. De stengels zijn meestal geclusterd in kleine struiken en zijn goudbruin van kleur. De gonotheca (omhulsel van de voortplantingsstructuren) is langgerekt, met een korte steel. Ze staan verspreid over de hele kolonie. Meestal zijn kolonies 100 mm hoog. De naaktslak Doto eireana voedt zich uitsluitend met deze hydroïdpoliep.

## Verspreiding
De fijne zeecypres is wijdverbreid aan de westkust van de Britse eilanden. Deze soort is vooral kenmerkend voor de infralitorale zone waar sterke golfslag of getijstromen aanwezig zijn. Het groeit normaal gesproken op stelen van de kelp, Laminaria hyperborea, maar kan zich ook rechtstreeks hechten aan gesteente.